# Cucina Ou

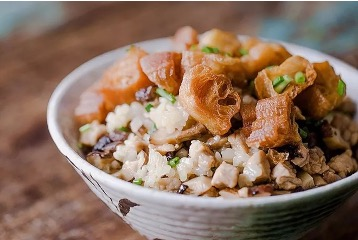
Nuomifan

La cucina Ou comprende le tradizioni culinarie della città di Wenzhou e appartiene alle quattro scuole della cucina dello Zhejiang. Si basa prevalentemente sul consumo di pesce e frutti di mare, fa un ridotto uso di olio e sale e impiega abbondantemente zenzero fresco e huangjiu invecchiato.
Gli ingredienti vengono affettati finemente e i piatti vengono preparati con una trentina di metodi di cottura. La cucina Ou conta oltre 500 specialità, di cui 46 sono state inserite nelle "Ricette della Cina", e si è diffusa in tutto il mondo grazie alla diaspora dei migranti provenienti da Wenzhou.

## Piatti principali

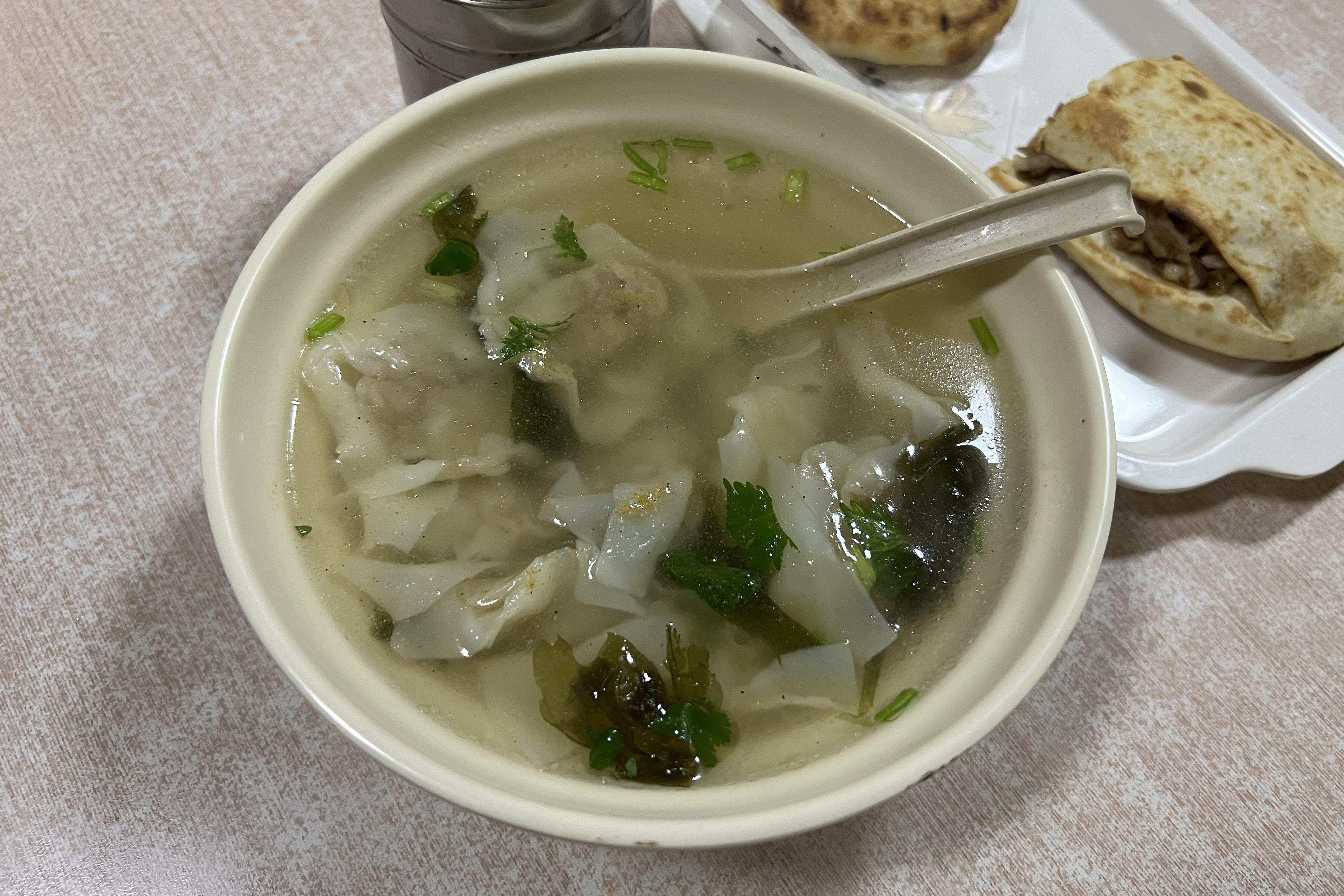
Zuppa di wonton

Segue un elenco di piatti della cucina Ou:
- Congyou huangyu (葱油黄鱼S, Cōng yóu huángyúP): Larimichthys polyactis cotto al vapore e ricoperto di salsa di soia, zucchero, huangjiu, erba cipollina, zenzero e olio bollente.[1]
- Zhaliu huangyu (炸溜黄鱼S, Zhà liū huángyúP): il Larimichthys polyactis viene privato delle squame e tagliato ai lati a forma di petali di peonia, poi viene condito con sale, vino di riso e tuorlo d'uovo e passato nella fecola. Il tuuto viene poi fritto in olio e ricoperto di salsa di soia, zucchero e vino di riso bollenti.[1]
- Filetti di pesce ai tre sapori (三色巧遇S, Sān sè qiǎoyùP): inizialmente questo piatto consisteva in polpa di Miichthys miiuy passata nella fecola e ridotta in sfoglie sottili con un pestello speciale, che veniva poi bollita. In seguito il piatto si è arricchito con l'aggiunta di filamenti di pollo, prosciutto, funghi shitake e ravizzone.[1]
- Pelle di squalo all'aglio (蒜子鱼皮S, Suàn zǐ yú píP): è un brasato di pelle di squalo con spicchi di aglio.[1]
- Granchio all'ibisco (芙蓉有谋S, Fúróng yǒu móuP): granchio con aggiunta di uova, brodo vegetale, vino di riso di Shaoxing e sale.[1]
- Seppie saltate (爆墨鱼花S, Bào mòyú huāP): piatto con seppie tagliate a rombi e scottate in acqua bollente, che vengono marinate con huangjiu, sale, pepe e fecola, per poi essere saltate nel lardo in padella.[2]
- Yubing (魚餅S, Yú bǐngP): polpette fatte di Larimichthys polyactis o Miichthys miiuy, huangjiu, tofu, cipolla, zenzero e farina di patate dolci. L'impasto viene modellato a cilindro, tagliato a fette, fritto e poi cotto a vapore.[2]
- Yuyuan (温州鱼丸S, Wēnzhōu yú wánP): snack definito "spuntino famoso della Cina" a partire dal 1998, consiste in polpette di pesce con o senza ripieno e servite in brodo.[2]
- Acciughe fritte (凤尾鱼S, FèngwěiyúP): specialità tradizionale di Wenzhou.[2]
- Chiocciole di mare (海螺S, HǎiluóP): le chiocciole di mare pescate nella contea di Dongtou vengono cotte al vapore con zenzero e salsa di soia.[2]
- Molluschi secchi (蛏子干S, Chēngzǐ gānP): Sinonovacula constricta secchi che possono essere bolliti, cotti a vapore o fritti.[2]
- Pesce salato (咸鱼S, xián yúP): tranci di Miichthys miiuy salati ed essiccati al sole, vengono poi fritti con carne e verdure.[2]
- Stufato di anatra con Dendrobium officinale (石斛老鸭S, Shíhú lǎo yāP): carne di anatra stufata per 5-6 ore con zenzero e bacche di goji[3]
- Involtini di tofu (豆腐皮包肉S, Dòufu píbāo ròuP): involtini di tofu con ripieno di carne.[3]
- Nuomifan (温州糯米饭S, wēnzhōu nuòmǐ fànP): riso glutinoso al vapore con salsa di maiale brasato, funghi shitake, verdure in salamoia, gamberetti ed erba cipollina. La zuppa viene addensata con briciole di youtiao e viene consumata tipicamente a colazione.[3]
- Wonton (温州馄饨S, Wēnzhōu húntúnP): i wonton di Wenzhou di distinguono per la pasta molto sottile che richiede una cottura rapida.[4]
- Maibing (麦饼S, Mài bǐngP): focacce tradizionalmente cotte su pareti di stufe a carbonella e ripiene di pancetta e meigan cai, una verdura fermentata.[5]
- Zhuzangfeng (猪脏粉S, zhū zàng fěnP): zuppa di noodle di riso con sangue di maiale e trippa.[6]
- Dengzhangao (灯盏糕S, Dēngzhǎn gāoP): snack a forma di mezzaluna ripieno di rapa bianca, carne di maiale o di manzo e uova.[6]
- Gaoliangrou (膏粱肉S, Gāoliáng ròuP): carne di maiale essiccata e aromatizzata alla grappa gaoliang, un distillato di sorgo.[7]
- Lingua d'anatra (温州鸭舌S, wēnzhōu yā shéP): lingua di anatra imbevuta in salsa di soia, zucchero, huanjiu e cotta al vapore.[7]